# Hargelsberg
Hargelsberg ist eine Gemeinde in Oberösterreich im Bezirk Linz-Land im Zentralraum mit 1455 Einwohnern (Stand 1. Jänner 2025).

## Geografie
Hargelsberg liegt auf 324 m Höhe im Oberösterreichischen Zentralraum. Die Ausdehnung beträgt von Nord nach Süd 4,5 km, von West nach Ost 6,3 km. Die Gesamtfläche beträgt 17,8 km², womit Hargelsberg flächenmäßig im Mittelfeld der 22 Gemeinden des Bezirks lag. 7,9 Prozent der Fläche von Hargelsberg sind bewaldet, 84,3 Prozent der Fläche sind landwirtschaftlich genutzt.

### Gemeindegliederung
Das Gemeindegebiet von Hargelsberg unterteilt sich in die vier Katastralgemeinden Hargelsberg (449,89 Hektar), Penking (313,61 Hektar), Sieding (525,17 Hektar) und Thann (500,24 Hektar). Es umfasst dabei folgende Ortschaften (in Klammern Einwohnerzahl Stand 1. Jänner 2025):
- Angersberg (84)
- Firsching (429)
- Franzberg (18)
- Hargelsberg (543)
- Hart (36)
- Hausmanning (42)
- Penking (65)
- Pirchhorn (17)
- Sieding (136)
- Thann (85)

Thann liegt im Norden und Nordosten der Gemeinde, Penking nimmt den Westen des Gemeindegebietes ein. Die Katastralgemeinde Hargelsberg befindet sich im Zentrum des Gemeindegebietes, Sieding im Süden. Neben den vier Katastralgemeinde werden zehn Ortsteile auf dem Gemeindegebiet unterschieden. Im Norden in der Katastralgemeinde Thann liegen das Dorf Thann (290 m ü. A.), die Streusiedlung Franzberg und die Streusiedlung Hart. Thann umfasste 2001 26 Häuser mit 85 Einwohnern, Franzberg sechs Gebäude und 19 Einwohner, Hart gemeinsam mit dem Einzelhof Ackermayr 16 Gebäude und 38 Einwohner. In der östlich gelegenen Katastralgemeinde Penking besteht mit der Streusiedlung Penking (330 m ü. A.) lediglich ein Ortsteil, wobei auch die nördlich und südlich von Penking gelegenen Einzelhäuser Amtmann, Hagmayr, Hubmühle und Ipfmühle zu Penking zählen. Zu Penking gehörten 2001 23 Gebäude und 77 Einwohner. Die Katastralgemeinde Hargelsberg im Zentrum der Gemeinde beherbergt mit den Ortsteilen Firsching und Hargelsberg die größten Siedlungen der Gemeinde. Die beiden Siedlungen sind durch den Thaller Bach getrennt jedoch schon nahezu zusammengewachsen. Das Dorf Hargelsberg (324 m ü. A.) beherbergte 2001 120 Gebäude und 326 Einwohner, die Rotte Firsching (300 m ü. A.) 98 Gebäude und 332 Einwohner. Ebenfalls in der Katastralgemeinde Hargelsberg liegt nördlich von Firsching und Hagelsberg das Dorf Hausmanning (295 m ü. A.) mit 17 Gebäuden und 48 Einwohnern im Jahr 2001. Westlich der beiden Orte liegt der Weiler Pichhorn, der 2001 aus fünf Gebäuden mit 19 Bewohnern bestand. Die südliche Katastralgemeinde Sieding beherbergt neben der Rotte Sieding (298 m ü. A.) die Streusiedlung Angersberg (340 m ü. A.) mit der Kothmühle. Sieding bestand 2001 aus 26 Gebäuden mit 68 Einwohnern, Angersberg aus 30 Gebäuden mit 70 Einwohnern. Zwischen 2001 und 2011 konnte vor allem Firsching seine Einwohnerzahl steigern. Mit 445 Einwohnern war sie nun deutlich die größte Siedlung auf dem Gemeindegebiet, dahinter folgte Hargelsberg mit 349 Einwohnern. Alle anderen Ortsteile wiesen weniger als 100 Einwohner auf. Drittgrößte Siedlung war Thann mit 85 Einwohnern, dahinter folgten Sieding mit 82, Angersberg mit 73, Penking mit 72, Hausmanning mit 45, Franzberg mit 23 und Pirchhorn mit 19 Einwohnern.
Die Gemeinde war ursprünglich Teil des Gerichtsbezirks Enns, seit 1. Jänner 2014 gehört die Gemeinde zum Gerichtsbezirk Steyr.

### Nachbargemeinden
| St. Florian              |                                             | Enns      |
| Hofkirchen im Traunkreis | Kompassrose, die auf Nachbargemeinden zeigt | Kronstorf |
|                          | Dietach (SE)                                |           |

## Geschichte

### Ortsgeschichte
Zur Römerzeit führte die Verbindung aus dem Raum Steyr nach Lauriacum (Enns) entlang des Stallbaches und durch das Gemeindegebiet von Hargelsberg.
Die frühesten Schriftzeugnisse sind 1145 „Haedigerisperge“, 1244 „Haedegersperge“ und 1328 „Hedgersperge“. Es liegt ein Personenname zugrunde, etwa Haduger.
Ursprünglich im Ostteil des Herzogtums Bayern liegend, gehörte der Ort seit dem 12. Jahrhundert zum Herzogtum Österreich. Seit 1490 wird er dem Fürstentum Österreich ob der Enns zugerechnet.
Während der Napoleonischen Kriege war der Ort mehrfach besetzt.
Seit 1918 gehört der Ort zum Bundesland Oberösterreich. Nach dem Anschluss Österreichs an das Deutsche Reich am 13. März 1938 gehörte der Ort zum Gau Oberdonau. Nach 1945 erfolgte die Wiederherstellung Oberösterreichs.
Geschichtliche Funde aus Hargelsberg werden im Museum Enns ausgestellt.

### Bevölkerungsentwicklung
2013 lebten in der Gemeinde Hargelsberg 1.314 Menschen, womit Hargelsberg gemessen an der Einwohnerzahl die drittkleinste Gemeinde der 22 Gemeinden des Bezirks war. Ende 2001 waren 97,6 Prozent der Bevölkerung österreichische Staatsbürger (Oberösterreich 92,8 Prozent, Bezirk Linz-Land 91,4 Prozent), bis zum Jahresbeginn 2013 sank der Wert marginal auf 97,2 Prozent (Oberösterreich 91,1 Prozent, Bezirk Linz-Land 89,0 Prozent). Insgesamt wurden 2013 in der Gemeinde 37 Ausländer gezählt, die zu 97 Prozent aus Europa stammten. Das größte Kontingent stellten Menschen aus den EU-Ländern. Zur römisch-katholischen Kirche bekannten sich 2001 88,3 Prozent der Einwohner (Oberösterreich: 79,4 Prozent), 1,3 Prozent waren evangelisch, 7,5 Prozent ohne Bekenntnis, 0,9 Prozent islamischen Glaubens und 0,7 Prozent orthodoxe Christen.
Der Altersdurchschnitt der Gemeindebevölkerung lag 2001 etwas unter dem Landesdurchschnitt. 18,5 Prozent der Einwohner von Hargelsberg waren jünger als 15 Jahre (Oberösterreich: 18,8 Prozent), 66,4 Prozent zwischen 15 und 59 Jahre alt (Oberösterreich: 61,6 Prozent). Der Anteil der Einwohner über 59 Jahre lag mit 15,2 Prozent unter dem Landesdurchschnitt von 20,2 Prozent. Der Altersdurchschnitt der Bevölkerung von Hargelsberg veränderte sich in der Folge vergleichsweise wenig. Der Anteil der unter 15-jährigen sank per 1. Jänner 2013 auf 17,6 Prozent, während sich der Anteil der Menschen zwischen 15 und 59 Jahren auf 69,7 Prozent erhöhte. Der Anteil der über 59-jährigen sank hingegen auf 12,7 Prozent. Nach dem Familienstand waren 2001 43,5 Prozent der Einwohner von Hargelsberg ledig, 47,9 Prozent verheiratet, 5,0 Prozent verwitwet und 3,6 Prozent geschieden.
Die Gemeinde Hargelsberg verzeichnete zwischen dem späten 19. Jahrhundert und dem Jahr 1951 kaum eine Bevölkerungsbewegung. Vielmehr schwankte die Einwohnerzahl zwischen rund 1.000 und 1.100 Einwohnern. Die Bevölkerungsentwicklung verlief dabei verglichen mit dem Land Oberösterreich und dem Bezirk Linz-Land unterdurchschnittlich. Nach 1951 begann die Gemeindebevölkerung entgegen dem Landes- und Bezirkstrend stark zu sinken, wobei die Gemeinde zwischen 1951 und 1981 fast 30 Prozent seiner Bevölkerungszahlen verlor. Erst in den 1970er Jahren konnte der Rückgang gestoppt werden, wobei eine leicht positive Geburtenbilanz und eine leicht positive Wanderungsbilanz für das kleine Plus verantwortlich war. Auch in den 1980er Jahren gab es eine positive Wanderungs- und Geburtenbilanz, die zwar rund doppelt so hoch wie in den 1970er Jahren war, aber im Vergleich mit Bezirk und Land immer noch stark unterdurchschnittlich war. Erst seit den 1990er Jahren weist die Gemeinde ein starkes Wachstum auf, wobei die Einwohnerzahl in diesem Jahrzehnt um 28 Prozent stieg. Hauptgrund für das Wachstum war ein zunehmender Zuzug in die Gemeinde, wobei die Zuwanderung rund fünf Mal so hoch ausfiel wie der Geburtenüberschuss. Die hohen Zuwanderungszahlen setzten sich auch im 21. Jahrhundert fort.

## Kultur und Sehenswürdigkeiten
- Pfarrkirche Hargelsberg

## Wirtschaft und Infrastruktur

### Arbeitsstätten und Beschäftigte
Hargelsberg beherbergte 2001 nur einen Betrieb, der 20 oder mehr Beschäftigte hatten. Insgesamt ergab die im Rahmen der Volkszählung durchgeführte Arbeitsstättenzählung 46 Arbeitsstätten mit 177 Beschäftigten (ohne Landwirtschaft), wobei 81 Prozent unselbständig Beschäftigte waren. Die Anzahl der Arbeitsstätten war dabei gegenüber dem Jahr 1991 um 17 (plus 59 Prozent) gestiegen, die Anzahl der Beschäftigten um lediglich eine Person (plus ein Prozent). Wichtigster Wirtschaftszweig war 2001 die Sachgütererzeugung mit 11 Arbeitsstätten und 63 Beschäftigten (36 Prozent aller Beschäftigten) vor dem Realitätenwesen/den Unternehmensdienstleistungen mit 11 Arbeitsstätten mit 27 Beschäftigten (15 Prozent) und dem Bauwesen mit fünf Arbeitsstätten und 21 Beschäftigten (12 Prozent). 41 Prozent der in Hargelsberg Beschäftigten waren Angestellte oder Beamte, 35 Prozent Arbeiter und 19 Prozent Betriebsinhaber.
Von den in Hargelsberg 2010 lebenden 683 Erwerbspersonen waren 4,1 Prozent arbeitslos. Von den 655 Erwerbstätigen waren 136 in der Sachgütererzeugung (21 Prozent), 105 im Handel (16 Prozent) und 53 im Gesundheits- und Sozialwesen (8 Prozent) beschäftigt. Weitere wichtige Branchen waren die Land- und Forstwirtschaft und die freiberuflichen bzw. technischen Dienstleistungen mit je 7 Prozent der Beschäftigten. Von den 632 Erwerbstätigen aus Hargelsberg (ohne temporär von der Arbeit abwesende Personen erwerbstätigen Einwohnern) gingen 2010 nur 120 Personen in Hargelsberg ihrer Beschäftigung nach. 512 bzw. 81 Prozent mussten zur Arbeit auspendeln. Von den Auspendlern hatten 37 Prozent ihre Arbeitsstätte im Bezirk Linz-Land und 29 Prozent in Linz. Wichtigste Auspendlergemeinden neben Linz waren Enns und Steyr. Im Gegenzug pendelten 139 Menschen nach Hargelsberg ein, wobei 42 Prozent der Einpendler aus der Stadt Steyr stammten.

### Land- und Forstwirtschaft
Die Statistik wies für die Gemeinde Hargelsberg 2010 36 land- und forstwirtschaftliche Betriebe aus. Darunter befanden sich 20 Haupterwerbsbetriebe und 16 Nebenerwerbsbetriebe. Die Gesamtbetriebszahl war gegenüber 1999 um acht Betriebe bzw. 18 Prozent gesunken, wobei die Zahl der Nebenerwerbsbetriebe um 40 Prozent gesunken war und drei Vollerwerbsbetriebe hinzugekommen waren. Gemeinsam bewirtschafteten die Betriebe 2010 insgesamt 1.512 Hektar Fläche, wobei 62 Prozent der Fläche von Vollerwerbsbauern bewirtschaftet wurden. Die Durchschnittsfläche der Vollerwerbsbauern lag dabei mit 46,7 Hektar rund 50 Prozent höher als der oberösterreichische Durchschnitt.

### Verkehr
Wichtigste Straßenverbindung auf dem Gemeindegebiet ist die Steyrer Straße (B 309), die im Osten des Gemeindegebietes von Norden nach Süden verläuft und Hargelsberg im Norden mit der Stadt Enns und der Westautobahn (A1) und im Süden mit der Stadt Steyr verbindet. Verkehrstechnisch wird die Gemeinde hingegen vor allem durch die Landesstraßen erschlossen, wobei die Harrstraße (L 1404) die Verbindung zwischen der Steyrer Straße und dem Ortszentrum von Hargelsberg herstellt und im Anschluss weiter nach Kronstorf und Dietach geführt wird. Die Penkinger Straße (L 1398) übernimmt ausgehend vom Ortszentrum von Hargelsberg die Aufschließung des Gemeindegebietes nach Osten und Südosten und führt bis zum Ortsteil Penking. In Penking selbst haben zudem die Wiesstraße (L 1365) und die Thannstraße (L 1349) ihren Ausgang. Sie verlaufen aber nur kurz über das Gemeindegebiet. Ausgehend vom Ortszentrum erschließt die Volkersdorfer Straße (L 1403) den Norden des Gemeindegebietes und verläuft bis zum Autobahnknoten Enns-West der Westautobahn. Im Süden wird das Gemeindegebiet neben der Harrstraße auch durch die Angersberger Straße (L 1352) aufgeschlossen, die bis in die Gemeinde Kronstorf verläuft.

### Freizeiteinrichtungen
- Reitclub
- Tennisverein
- Fußballplatz
- einziger Skilift im Bezirk Linz-Land,
- solargeheiztes Freibad
- und andere Freizeitanlagen

## Politik
Der Gemeinderat hat 19 Mitglieder.
- Mit den Gemeinderats- und Bürgermeisterwahlen in Oberösterreich 2003 hatte der Gemeinderat folgende Verteilung: 8 ÖVP und 5 SPÖ. (13 Mandate)
- Mit den Gemeinderats- und Bürgermeisterwahlen in Oberösterreich 2009 hatte der Gemeinderat folgende Verteilung: 8 ÖVP, 4 SPÖ und 1 FPÖ. (13 Mandate)
- Mit den Gemeinderats- und Bürgermeisterwahlen in Oberösterreich 2015 hatte der Gemeinderat folgende Verteilung: 13 ÖVP, 4 SPÖ und 2 FPÖ. (19 Mandate)
- Mit den Gemeinderats- und Bürgermeisterwahlen in Oberösterreich 2021 hat der Gemeinderat folgende Verteilung: 11 ÖVP, 7 SPÖ und 1 FPÖ (19 Mandate).[9][10]

Stärkste Fraktion im Gemeinderat von Hargelsberg ist seit jeher die ÖVP, die zwischen 1973 und 2009 immer die absolute Stimmen- und Mandatsmehrheit erzielen konnte. Die ÖVP erreichte dabei Wahlergebnisse zwischen 56,1 und 67,9 Prozent. Zweitstärkste Partei war bei jeder Wahl die SPÖ, die zwischen 29,9 und 38,0 Prozent auf sich vereinen konnte. Neben der ÖVP und der SPÖ kandidierte lediglich die Freiheitliche Partei Österreichs (FPÖ) ab 1991 in der Gemeinde, wobei sie maximal ein Mandat erreicht und 2003 den Einzug in den Gemeinderat verfehlte. Die Wahlergebnisse der FPÖ lagen dabei bei 5,9 bis 10,2 Prozent. Bei der letzten Gemeinderatswahl 2009 kam die ÖVP auf 62,5 Prozent bzw. acht Mandate, die SPÖ erzielte 29,9 Prozent und vier Mandate, die FPÖ 7,6 Prozent und ein Mandat.

### Bürgermeister
- 1995–2020 Manfred Huber (ÖVP)
- seit 2020 Christoph Lichtenauer (ÖVP)[12]

### Wappen
Offizielle Beschreibung des Gemeindewappens: Durch einen silbernen, geschwungenen Faden schräg geteilt; oben in Rot ein silbernes, querverstutztes Andreaskreuz, unten in Grün ein silbernes, gestürztes Knaufbeil. Die Gemeindefarben sind Gelb-Grün.
Die Farben Rot und Weiß, die Florianer Farben, weisen darauf hin, dass es sich um eine „Florianer Pfarre“ handelt. Das Grün bedeutet die vorherrschende Landwirtschaft. Der geschwungene Faden ist als Zeichen für den sich von Norden nach Süden durch die Gemeinde ziehenden Höhenrücken (Franzberg, Hargelsberg, Angersberg) zu verstehen. Das Andreaskreuz weist auf den Kirchenpatron hin, das Knaufbeil auf die Steinzeitfunde, vor allem aus dem Neolithikum, in Hargelsberg. Das Wappen wurde von Silvia Kropfreiter aus Hargelsberg entworfen.

## Persönlichkeiten

### Söhne und Töchter der Gemeinde
- Augustinus Franz Kropfreiter (1936–2003), Augustiner Chorherr, Komponist und Organist
- Erwin Obermair (1946–2017), Amateurastronom und Asteroidenentdecker

### Personen mit Bezug zur Gemeinde
- Gustav Mahr (1858–1930), Militärkapellmeister und Komponist
- Ferdinand Reisinger (1946–2024), Pfarrer und Dechant in Hargelsberg